# Aeroport Internacional de Bender Qassim
L'aeroport Internacional de Bender Qassim és un modest aeroport amb categoria d'internacional situat a la rodalia de Bosaso, capital comercial del Puntland, a Somàlia. Abans es deia Aeroport de Bosaso. Bender Qassim és el nom antic de la ciutat.
Les obres van començar el 2007 amb fons procurats per financers dels Emirats Àrabs Units.
Té el codi IATA de BSA i el codi ICAO de HCFM.